# 鮑慎由
鮑慎由（11世纪—1127年），一名由，字欽止，處州龍泉（今屬浙江省）人。
早年師從王安石、蘇軾，爲文汪洋閎肆。元祐初年以任子試禮部銓第一。元祐六年（1091年）進士。徽宗時擔任工部員外郎，後責監泗州轉般倉。歷官河東、福建路常平、廣西、淮南轉運判官。又擔任考功員外郎，崇寧五年（1106年）罷官，提點元封觀。晚年知明州、海州。靖康二年卒。著有《夷白堂小集》二十卷、《別集》三卷，皆佚。